# Curva di Beveridge

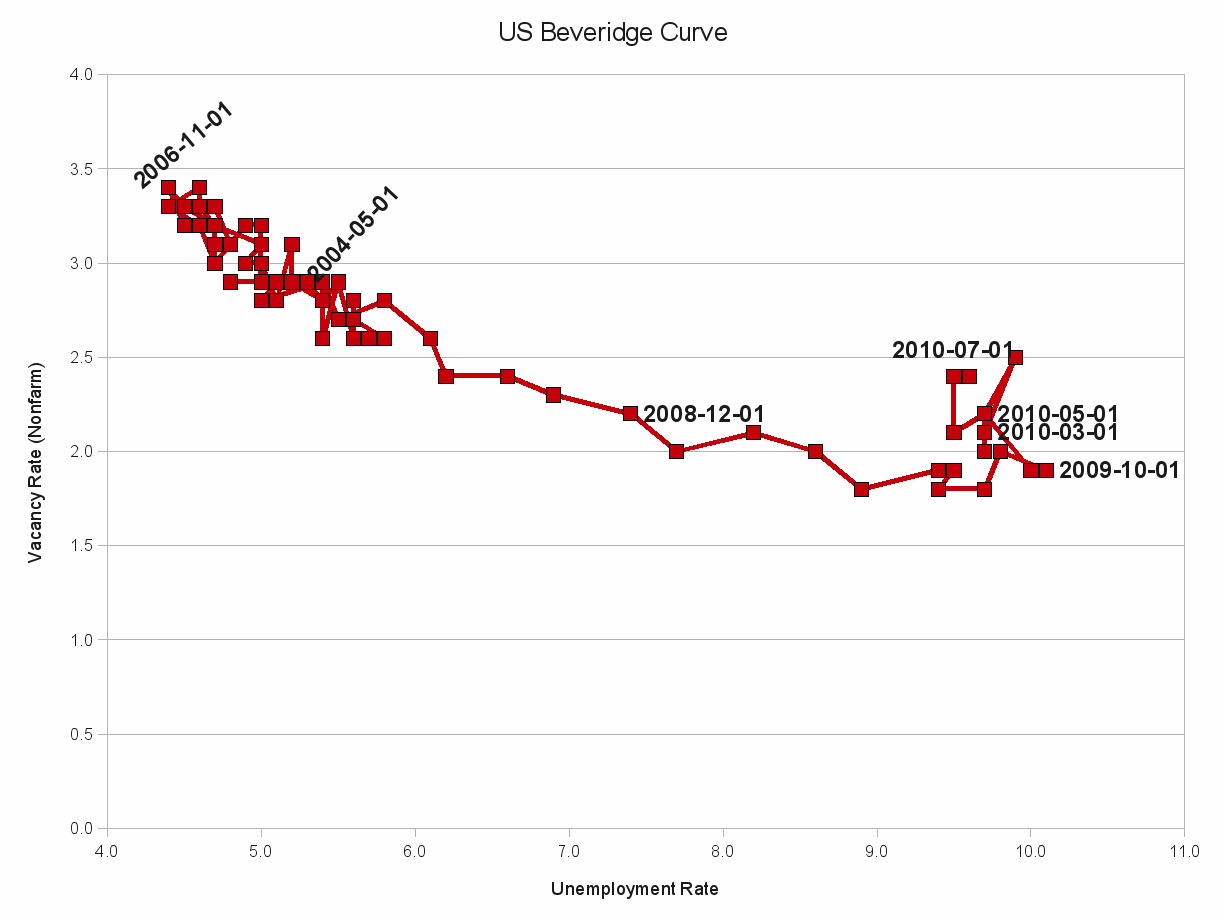
Curva di Beveridge dei dati del tasso di posti vacanti e del tasso di disoccupazione degli Stati Uniti secondo il Bureau of Labor Statistics

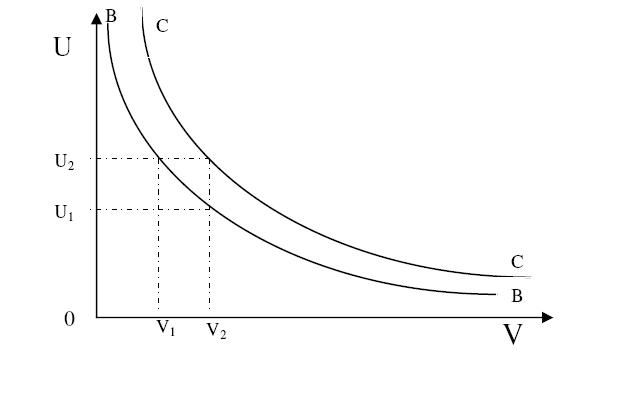
Curva di Beveridge

La curva di Beveridge prende il nome in onore dell'economista e sociologo William Beveridge, essa è nota anche come curva-UV (U=disoccupazione, V=posti vacanti), ed è una rappresentazione grafica del rapporto tra la disoccupazione e il tasso dei posti di lavoro vacanti, dove i posti vacanti sono sull'asse verticale e la disoccupazione in orizzontale.
Essa è una rappresentazione grafica di una forma iperbolica e digrada verso il basso quando vi è un più alto tasso di disoccupazione con un basso tasso di posti vacanti. Una posizione sulla curva può indicare lo stato attuale di un'economia nel corrispondente ciclo economico.
La curva è stato sviluppata e studiata, nel 1958, da Christopher Dow e Leslie Arthur Dicks-Mireaux.
La curva di Beveridge è utile per delineare diversi tipi di disoccupazione:
- Se si muove verso nordest nel corso del tempo, determina un aumento sia dei posti vacanti sia dei disoccupati, delineando una disoccupazione frizionale.
- Se aumentano i posti vacanti c'è un eccesso di domanda, se crescono i disoccupati c'è un eccesso di offerta. Aumenti di questo tipo delineano una disoccupazione strutturale.
- Se il punto di interesse cambia curva, allora si è in una fase di disoccupazione ciclica.